# Syerston
Syerston – wieś i civil parish w Anglii, w Nottinghamshire, w dystrykcie Newark and Sherwood. W 2011 civil parish liczyła 179 mieszkańców. Syerston jest wspomniana w Domesday Book (1086) jako Sirestun(e).